# Castello di Portes
Il castello di Portes è un castello medievale situato nell'omonima cittadina, a venti Chilometri da Alès, in Occitania, in Francia.

## Storia
Il castello di Portes è stato realizzato nell'undicesimo secolo dalla potente famiglia Andouze e fu ampliato notevolmente a partire dal 1321. Infatti, Raimonde Gugliélme Budos aggiunse alla struttura altomedievale due torri e le cortine, rendendolo un importante centro di scambi culturali.

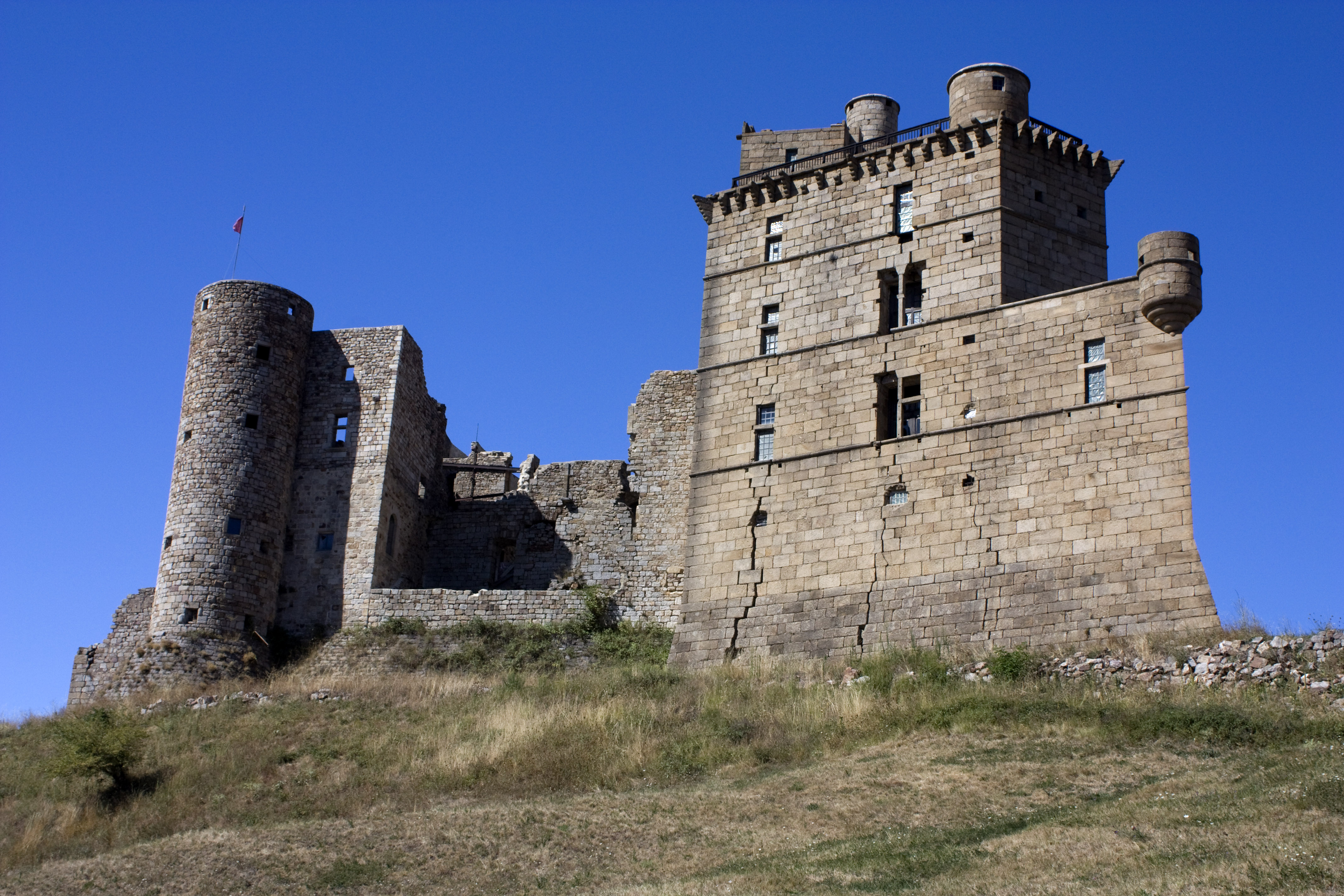
'Le Château Neuf, aggiunto da Gugliélme Budos

Durante la Guerra di Religione, nel Quattrocento, la famiglia Budos si schierò dalla parte degli ugonotti. Il castello fu, perciò, abbattuto e la famiglia fu perseguitata. 
Dopo la Rivoluzione francese, la Guerra Franco-Prussiana e la prima guerra mondiale, la Francia rimase a corto di carbone. I giacimenti della Normandia si erano esauriti e i francesi iniziarono a cercare il carbone a Sud. Nella collina di Portes, ne fu trovata un'enorme quantità. Nel 1923 fu proposto di abbattere il villaggio è il Castello si Portes e di procedere all'estrazione. Solo grazie ad un'associazione benefica,  il castello non fu demolito e, ancora oggi, troneggia sui colli occitani

## Architettura
Nello Château de Portes, sono rappresentati vari stili e varie epoche architettoniche. La differenziazione fra di essi è, però, molto evidente. Ancor più evidente è la differenza tra il castello medievale e quello Seicentesco. La principale differenza, oltre allo stile architettonico, sta nel taglio delle pietre, che nel castello medievale è più grossolano, mentre in quello barocco è accurato e lineare.

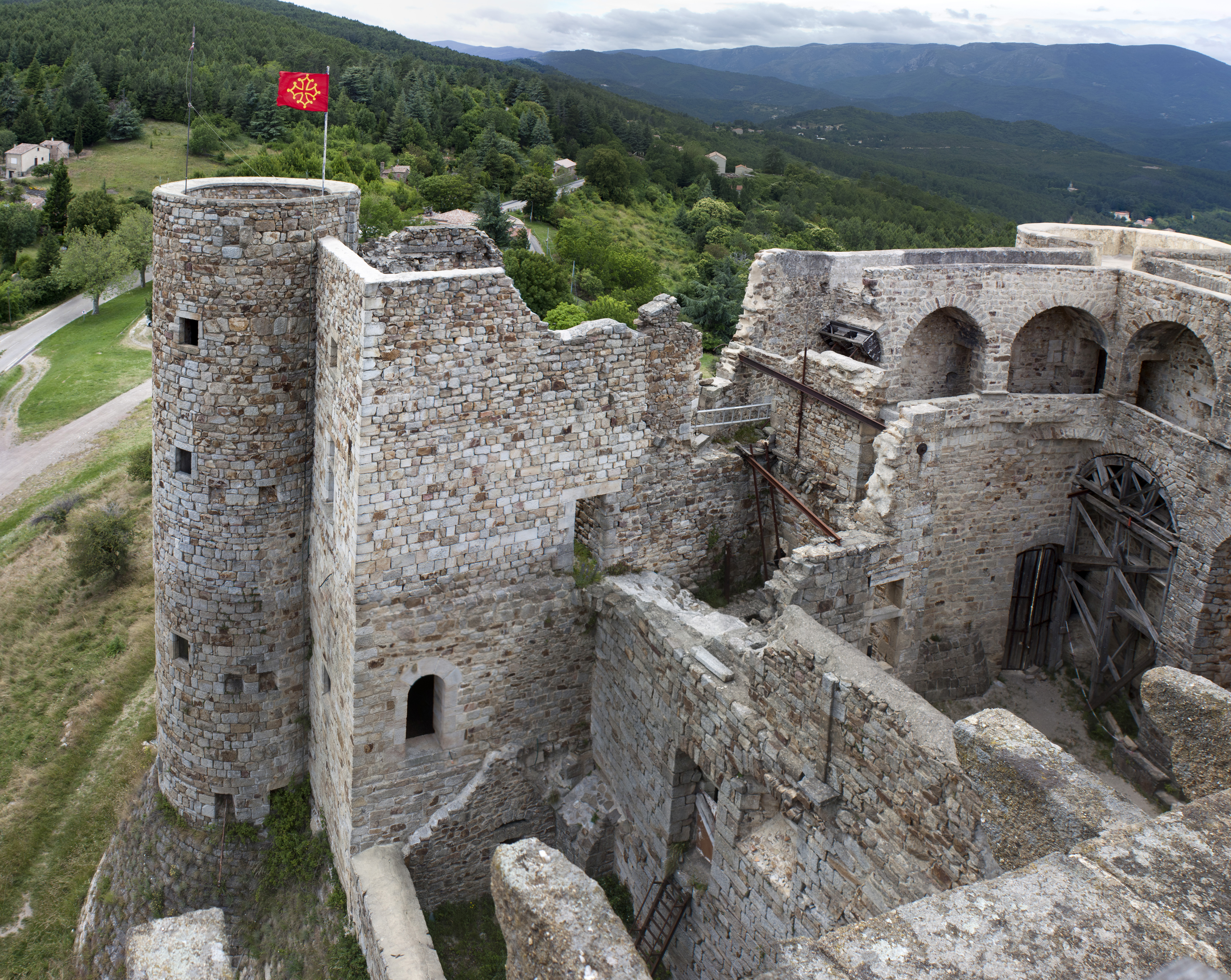
Il castello medievale

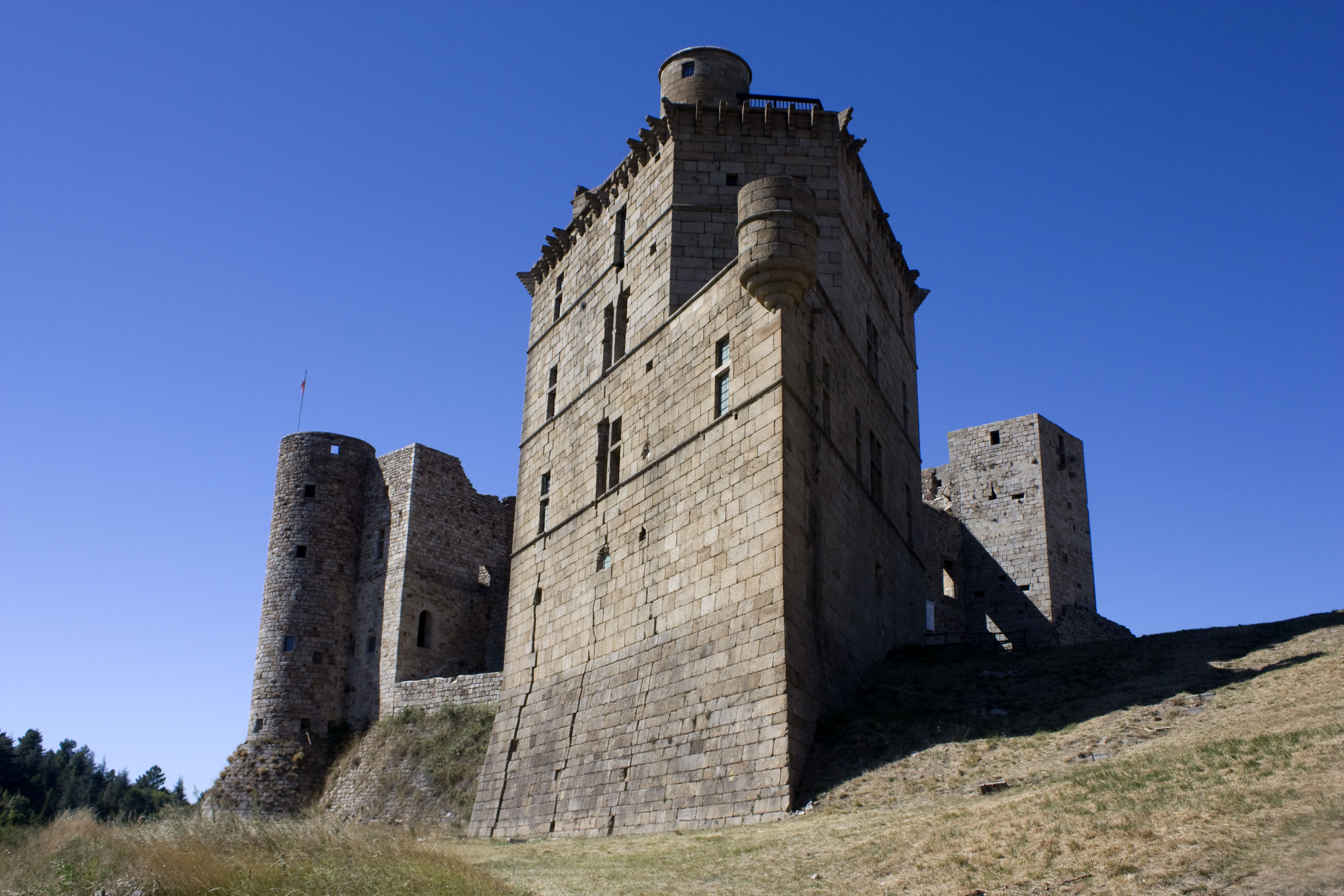
Il castello seicentesco

.